# Isobutan
Isobutan eller 2-metylpropan er det enkleste tertiære alkan og har formlen C4H10.

## Fremstilling
Isobutan fremstilles gennem isomerisering af naturgas eller flydende petroleumsgas.

## Anvendelse
Isobutan kan indgå i flydende petroleumsgas og anvendes som brændsel i cigaretlightere sammen med isomeren butan. Isobutan anvendes også som emballagegas i levnedsmiddeler med E-nummeret 943b og som kølemiddel under navnet R-600a.